# Stabilimento di Torviscosa
Lo stabilimento di Torviscosa è uno stabilimento della città aziendale di Torviscosa, realizzata nel 1937.

## Descrizione
L'azienda SNIA Viscosa decise di investire presso l'attuale città di Torviscosa in un impianto di coltivazione e trasformazione su larga scala della canna per ottenere fibra di cellulosa.
Per fornire i servizi ai dipendenti dell'azienda, sono stati creati edifici di base quali centro servizi, scuola, chiesa, edifici sportivi, oggi facenti parte del tessuto urbano di Torviscosa di tipica impostazione fascista.